# Stanisław Karol Woyna Orański
Stanisław Karol Woyna Orański herbu własnego – chorąży nowogrodzkosiewierski w latach 1708–1715, łowczy czernihowski w latach 1689–1708.
Poseł województwa czernihowskiego na sejm konwokacyjny 1696 roku. Po zerwanym sejmie konwokacyjnym 1696 roku przystąpił 28 września 1696 roku do konfederacji generalnej. Był konsyliarzem województwa czernihowskiego w konfederacji sandomierskiej 1704 roku.